# Orden de los Cinco Volcanes
La Orden de los Cinco Volcanes es una condecoración de Guatemala que es otorgada a personas naturales o jurídicas centroamericanas o extranjeras que se han distinguido por sus trabajos en pro de la unión centroamericana y la reconstrucción de la República Federal de Centroamérica o trabajo de beneficio para los actuales países que la conformaron. 
Fue creada inicialmente por medio del decreto 1432 y modificada nuevamente por el 27-74 del Congreso de la República de Guatemala el 27 de abril de 1974.

## Criterios de concesión
Esta orden se creó con el objetivo de exaltar y premiar a quienes han hecho esfuerzos empeñados en la unión de Centroamérica, que se encuentran tanto en Guatemala como en los estados que conformaron la República Federal de Centroamérica y que por sus esfuerzos y servicios han buscado la reconstrucción de esta.

## Emblema

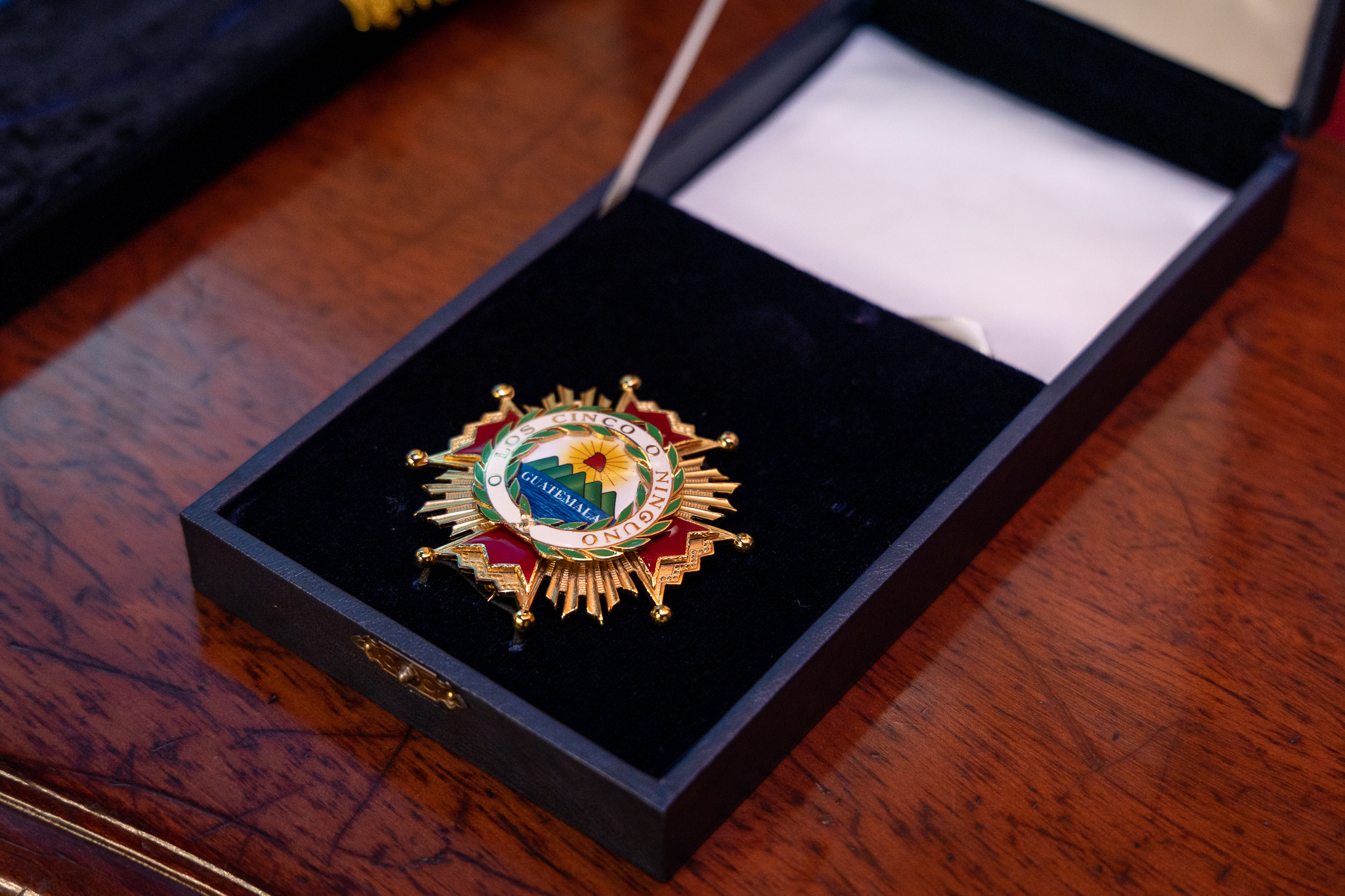
Emblema general de la Orden de los Cinco Volcanes

El emblema de la condecoración consiste en una cruz visible de tamaño máximo, con cuatro brazos de esmalte rojo con remate dorado. Entre el brazo superior de la cruz y la anilla pende una corona olímpica de hojas de laurel y el centro del emblema ostenta un círculo formando una corona de laurel de esmalte verde, que circunda en un campo en azul y blanco.
En el campo blanco se presentan cinco volcanes en esmalte verde y un sol en esmalte dorado. En la parte superior del mismo, se presenta un gorro frigio de la libertad. 
En el campo azul en letras blancas realzadas, está la palabra «Guatemala». Alrededor de la alegoría central hay un círculo en esmalte blanco que ostentan el lema «O los cinco o ninguno» en letras doradas rodeado todo por una corona de laurel en esmalte verde.
Entre los brazos de la cruz hay cinco rayos unidos en metal dorado, cada uno tiene dos puntas rematadas en pequeños globos también dorados.
En el reverso inserta en círculo está la leyenda: «Orden de los Cinco Volcanes» y en el centro en línea recta, el año de creación en números romanos «MCMLXI».

## Grados
Esta orden tiene 3 grados:
1. Gran Cruz, placa de oro: otorgada a los jefes de Estado exclusivamente.
2. Gran Cruz: otorgada a embajadores, ministros plenipotenciarios, ministros de Estado y otros funcionarios nacionales o internacionales de rango equiparable; y entidades.
3. Gran Oficial: otorgado a personas particulares y a funcionarios de rango inferior a los enumerados en los otros grados

## Condecorados
| Nombre                         | Nacionalidad   | Grado                  | Año  |
| ------------------------------ | -------------- | ---------------------- | ---- |
| Rodrigo Madrigal Nieto         | Costarricense  | Gran Cruz              |      |
| Adolfo Molina Orantes          | Guatemalteco   | Gran Cruz              |      |
| Daniel Oduber Quirós           | Costarricense  | Gran Cruz              |      |
| José Ignacio Salafranca        | Español        |                        |      |
| Christopher H. Lutz (CIRMA)    | Estadounidense | Gran Oficial           | 1998 |
| Elena Martínez (PNUD)          | Cubana         | Gran Oficial           | 2004 |
| Carlos Enrique Rivera Ortiz    | Guatemalteco   | Gran Oficial           | 2006 |
| Salvador Sánchez Cerén         | Salvadoreño    | Gran Cruz              | 2011 |
| Víctor Hugo Barnica            | Hondureño      | Gran Cruz              | 2011 |
| Alfio Piva Mesén               | Costarricense  | Gran Cruz              | 2011 |
| Rafael Alburquerque            | Dominicano     | Gran Cruz              | 2011 |
| Jaime Morales Carazo           | Nicaragüense   | Gran Cruz              | 2011 |
| Florentín Meléndez Padilla     | Salvadoreño    | Gran Cruz              | 2016 |
| José Francisco Rosales         | Nicaragüense   | Gran Cruz              | 2016 |
| Luis Fernando Solano Carrera   | Costarricense  | Gran Cruz              | 2016 |
| Luis Morales Chúa              | Guatemalteco   | Gran Cruz              | 2016 |
| Héctor Roberto Herrera Cáceres | Hondureño      | Gran Cruz              | 2016 |
| Tsai Ing-wen                   | Taiwanesa      | Gran Cruz placa de oro | 2023 |